# ネルソン級装甲巡洋艦
ネルソン級装甲帯巡洋艦（英語: Nelson-class belted cruiser）は、イギリス海軍の装甲帯巡洋艦の艦級。後に装甲巡洋艦と称されるようになった。

## 来歴
イギリス海軍は、適度な火力と防御力を兼ね備えた海外警備用巡洋艦として、1873-74年度計画で「シャノン」を建造した。同艦はのちにイギリス海軍初の装甲巡洋艦と称されたものの、実質的には2等装甲艦というべきもので、また機関が故障しがちだったこともあり、低速で、航洋性は決して高いものではなかった。
このことから、1874-5年度では、機関の強化を図るとともに、兵装も一部改訂した改良型2隻が建造されることとなった。これが本級である。

## 設計

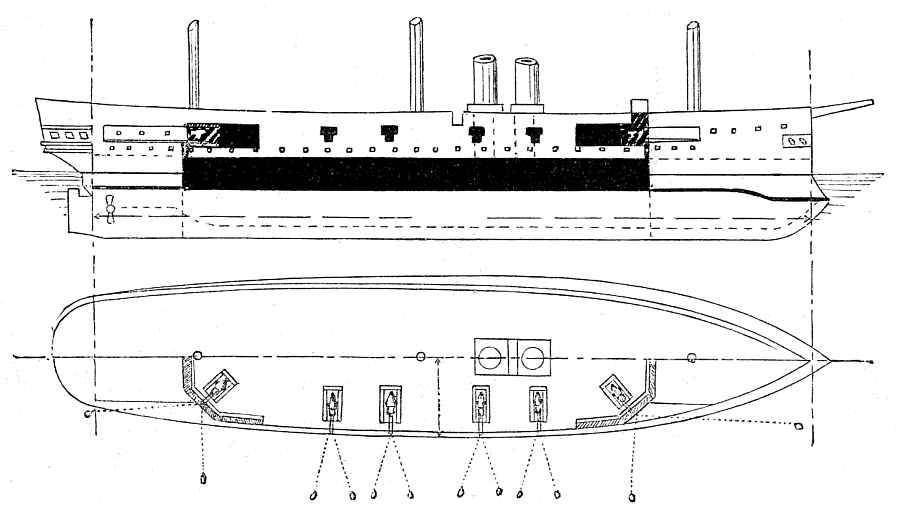
本級の武装・装甲配置。水線部の黒い帯状のものが水線装甲帯。

上記の経緯より、本級の設計は「シャノン」の発展型とされており、艦首水面下に衝角（ラム）をもつ平甲板型船体という基本形状も踏襲された。ただし機関部の拡大とともに、兵装・装甲強化の要望を受けて、排水量にして2,000トンの大型化となった。
水線部には、長さ55メートル×幅2.7メートルに渡って、厚さ152～229mmの装甲が貼られ、250～330mmの背材を装着した。またその他の部位の装甲厚は、隔壁は152～229mm、甲板の装甲厚は51～76mm、司令塔は229mmであった。
艦型の拡大に対応して、ボイラーはスコッチボイラー10缶に増備された。また抗堪性の観点から、推進器は水線下に装備されている。主機はそれぞれ異なる形式とされており、「ネルソン」は2気筒レシプロ機関、「ノーザンプトン」は3気筒複式機関であった。最大出力は「ネルソン」が6,624馬力で速力14ノットを達成したが、「ノーザンプトン」は出力6,073馬力で速力13ノットと劣っていた。公試時の石炭消費量から航続性能は石炭1,150トンを満載した状態で10.5ノットで5,000海里を航行できるとされた。
3本のシップ式マストという帆装は踏襲された。展帆面積は2,300平方メートル (25,000 sq ft)であった。

## 装備
船体中央部の砲郭（ケースメイト）部は上下二室に分かれており、上側には主武装としてアームストロング社製25.4cm前装施条砲（RML 10インチ18トン砲）を単装砲架で片舷2基ずつ計4基を配置した。少ない門数で射界を広く取るために本級の25.4cm砲の砲郭は八角形状をしており、壁面が斜めとなる箇所に砲門を開け、片舷2箇所ずつ計4箇所の砲門が開けられた。
砲郭の下側には副武装としてイギリスのアームストロング社製22.9cm前装施条砲（RML 9インチ12トン砲）を単装砲架で等間隔に片舷4基ずつ計8基を配置していた。砲架は床面に扇状に埋め込まれたレール上を移動することにより広い射界を得ており、敵対位置により自在に砲門を選べた。
他に近接火器として22口径9.5cm施条砲（RBL 20ポンド砲）を単装砲架で6基と、16口径7.62cm施条砲（RBL 9ポンド砲）を単装砲架で3基を搭載した。
就役後の1886年に「ノーザンプトン」は9.5cm砲と7.62cm砲のすべてを撤去し、替りに上甲板上に「オチキス 5.7cm（40口径）機砲」を単装砲架で6基と「オチキス 4.7cm（40口径）機砲」を単装砲架で8基、水雷兵装として35.6cm魚雷発射管を単装で2基を搭載した。
また1889年に「ネルソン」もノーザンプトンと同様の武装更新が行われたが改装時期が遅かったために新たに「12cm（40口径）速射砲」を単装砲架で4基が追加されて異なっていた。この時にマストのトップが短縮されて1番・3番マストにはファイティング・トップが設けられて対水雷艇用のオチキス機砲が搭載された。

## 同型艦一覧
| 艦名                           | 造船所                      | 起工       | 進水       | 就役       | その後                                                 |
| ------------------------------ | --------------------------- | ---------- | ---------- | ---------- | ------------------------------------------------------ |
| ネルソン HMS Nelson            | エルダー社 ゴーヴァン造船所 | 1874年11月 | 1876年11月 | 1881年7月  | 1902年に練習艦に類別変更 1910年7月に除籍後、解体処分。 |
| ノーザンプトン HMS Northampton | ネピア                      | 1874年     | 1876年11月 | 1878年12月 | 1894年に練習艦に類別 1905年4月に除籍後、7月解体処分。  |

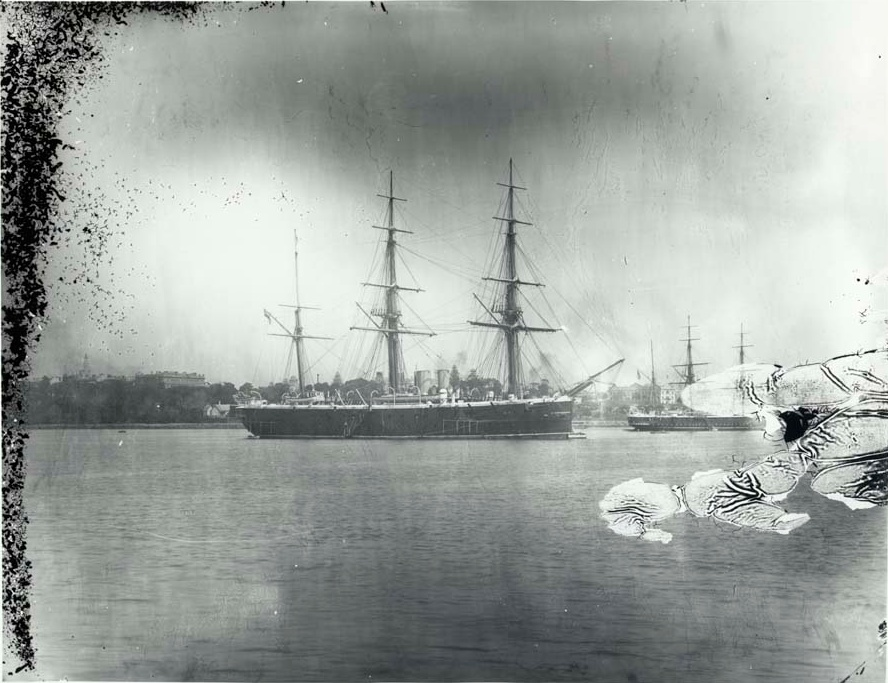
1880年代にシドニーで撮られた「ネルソン」
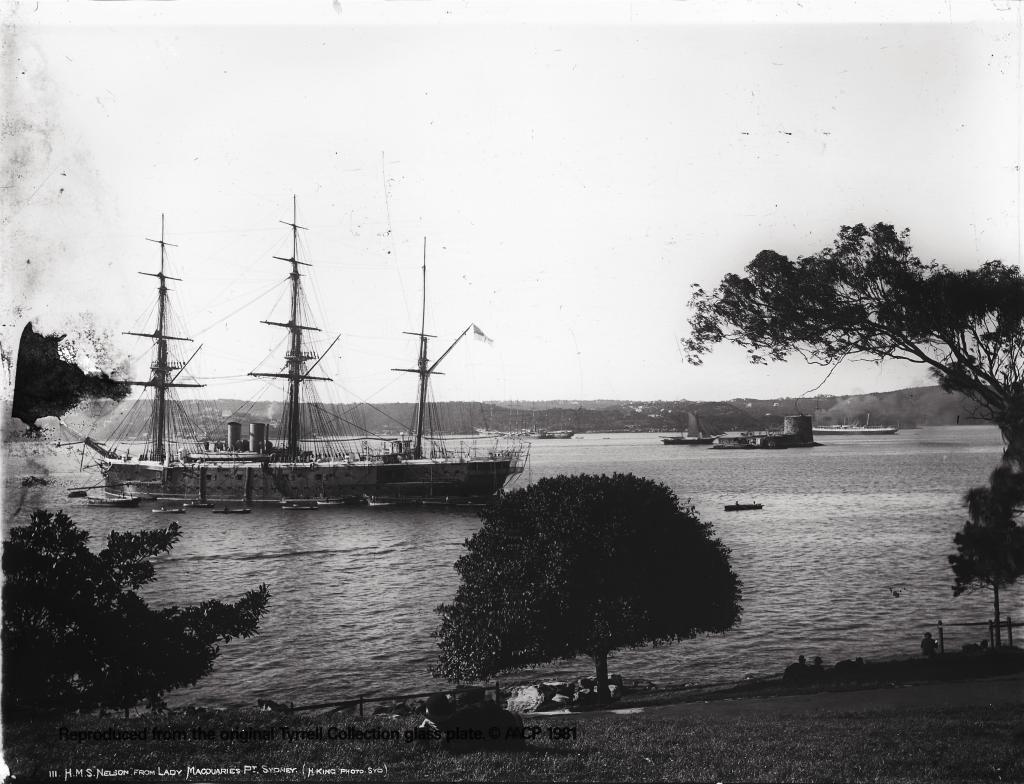
シドニーで撮られた「ノーザンプトン」